# Kannibale von Koblenz
Thomas S. (* 1979), bekannter unter der Bezeichnung Kannibale von Koblenz, ist ein deutscher Straftäter, Mörder und Kannibale. Die Bezeichnung Koblenz ist falsch, eigentlicher Tatort ist der kleine Ort Brohl-Lützing, Ortsteil Niederlützing, im Kreis Ahrweiler bei Koblenz.

## Überblick
Im Jahr 2002 sorgte der Fall des „Kannibalen von Koblenz“ für Schlagzeilen. Thomas S. soll seine Cousine Sabine getötet und Teile ihres Leichnams zubereitet und gegessen haben.
Beide teilten gemeinsam eine Wohnung.
Nachdem die damals 22-Jährige vermisst wurde, kam die Polizei dem Täter auf die Spur. Die Beamten fanden in Tüten verpackte Teile der Leiche in der gemeinsamen Wohnung und in einem nahegelegenen, stillgelegten Steinbruch. Weitere Leichenteile wurden vom Täter im Backofen mit Reis und Wein gegart.

## Gerichtsprozess
Das Landgericht Koblenz als Schwurgericht sprach den Angeklagten zunächst im Dezember 2003 wegen nicht ausschließbarer Schuldunfähigkeit vom Vorwurf des Mordes frei und ordnete seine Unterbringung in einem psychiatrischen Krankenhaus an. Einem Sachverständigen zufolge leide der Angeklagte zwar an einer schweren seelischen Abartigkeit, war aber bei der Tat nicht ausschließbar schuldunfähig, jedoch sicher vermindert schuldfähig. Weil eine hohe Wahrscheinlichkeit für die Begehung gleichartiger Taten bestehe, sei er für die Allgemeinheit gefährlich.
Auf die Revision des Angeklagten hob der Bundesgerichtshof im November 2004 das erstinstanzliche Urteil wegen eines Verfahrensfehlers auf und verwies die Sache an eine andere Kammer des Landgerichts Koblenz zurück. Der Verfahrensfehler bezog sich auf Mängel des Gutachtens des psychiatrischen Sachverständigen und auf nicht nachvollziehbare Darlegungen über die Eingangsmerkmale des § 20 StGB und die Voraussetzungen des § 63 StGB im Urteil.
Die neue Kammer sprach den Angeklagten in der neuen Hauptverhandlung mit Urteil vom 10. April 2006 des Mordes schuldig und ordnete erneut seine Unterbringung in einem psychiatrischen Krankenhaus (§ 63 StGB) an. An der Verhängung der für Mord vorgesehenen lebenslangen Freiheitsstrafe war es auf Grund des damals noch geltenden Verschlechterungsverbots gehindert, da nur der Angeklagte Revision eingelegt hatte. Nach einer Gesetzesänderung im Jahre 2007 ist nun auch die Verhängung von Strafe bei Aufhebung einer Unterbringung möglich (§ 358 Abs. 2 Satz 2 StPO).
Mit Beschluss vom 1. Dezember 2006 wurde die Revision des Angeklagten gegen das Urteil als unbegründet verworfen. Ein vom Landgericht Koblenz ausgesprochener Freispruch wurde aus formalen Gründen aufgehoben, da ein Schuldspruch ergangen war und lediglich die Rechtsfolgen nach damaliger Rechtslage nicht verschlechtert werden durften.
Thomas S. bestreitet bis heute die Tat. Auch konnte das Gericht nicht klären, ob der Beschuldigte Teile der Toten gegessen hatte. Aufgrund etlicher fehlender Körperteile nehmen die Behörden jedoch ein solches Tatgeschehen als sehr wahrscheinlich an.